# Saint-Maurice-de-Tavernole
Saint-Maurice-de-Tavernole ist ein kleines Dorf und eine ehemalige französische Gemeinde mit zuletzt 142 Einwohnern (Stand: 2015) im Département Charente in der Region Nouvelle-Aquitaine (vor 2016 Poitou-Charentes). Sie gehörte zum Arrondissement Jonzac und zum gleichnamigen Kanton.
Die früher eigenständige Gemeinde ging mit Wirkung vom 1. Januar 2016 mit Réaux und Moings in der neu geschaffenen Commune nouvelle Réaux sur Trèfle auf. Der Verwaltungssitz befindet sich im Ort Réaux. Den ehemaligen Gemeinden wurde der Status einer Commune déléguée nicht zuerkannt.

## Bevölkerungsentwicklung
Der noch immer landwirtschaftlich (Weinbau, Mais, Weizen, Sonnenblumen) geprägte Ort erlebte ab der zweiten Hälfte des 19. Jahrhunderts einen steten und drastischen Bevölkerungsrückgang, der erst um die Mitte des 20. Jahrhunderts endete.
| - 1783: 267 - 1806: 343 - 1846: 300 - 1861: 319 - 1872: 250 | - 1881: 240 - 1901: 198 - 1921: 165 - 1936: 164 - 1946: 122 | - 1962: 113 - 1968: 119 - 1975: 101 - 1982: 126 - 1990: 109 | - 1999: 109 - 2008: 135 - 2013: 136 - 2015: 142 |

## Kirche Saint-Maurice
Die schlichte Dorfkirche stammt aus dem 17. Jahrhundert; ein Dachbalken trägt die Inschrift: Ce temple a este, fait en l’an 1604 (oder 1609). Laut Überlieferung wurde eine Vorgängerkirche während des Hundertjährigen Krieges oder der Hugenottenkriege zerstört und dann durch die heutige Kapelle ersetzt. 
Bei Restaurierungsarbeiten im Jahre 2001, als die Innenwände neu verputzt wurden, wurden mehrere Sarkophage am Fuß der Strebepfeiler gefunden. 
Im Jahr 2002 wurden alle Innenwände mit einem Fries moderner Fresken versehen, die die 14 Stationen des Kreuzwegs und, in der Apsis hinter dem Altar, die Auferstehung Jesu darstellen.

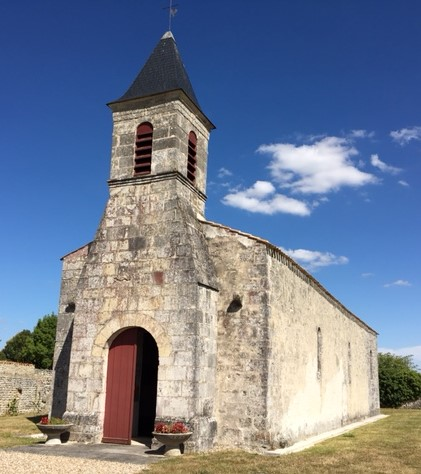
Dorfkirche Saint-Maurice
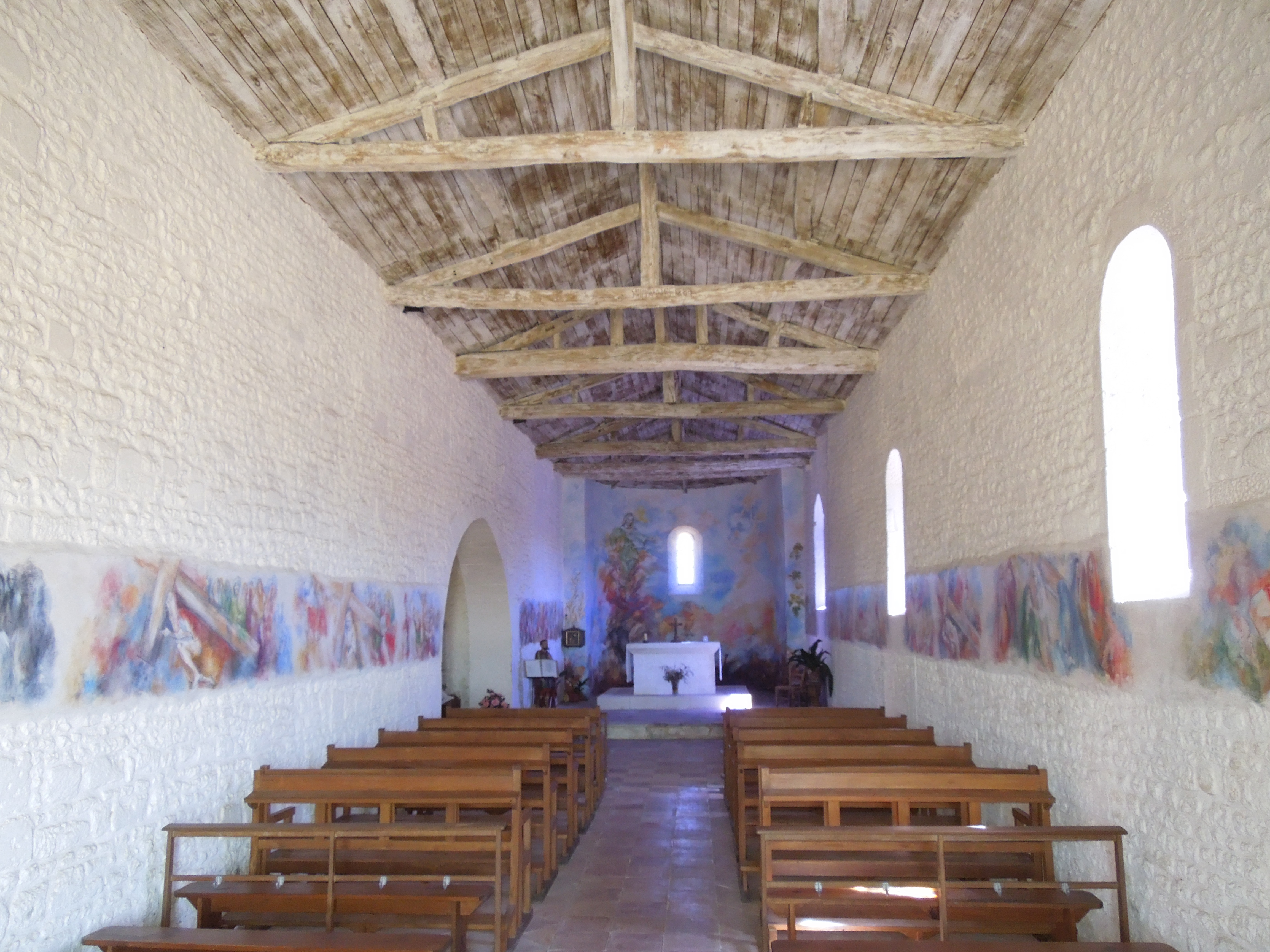
Das Kirchenschiff
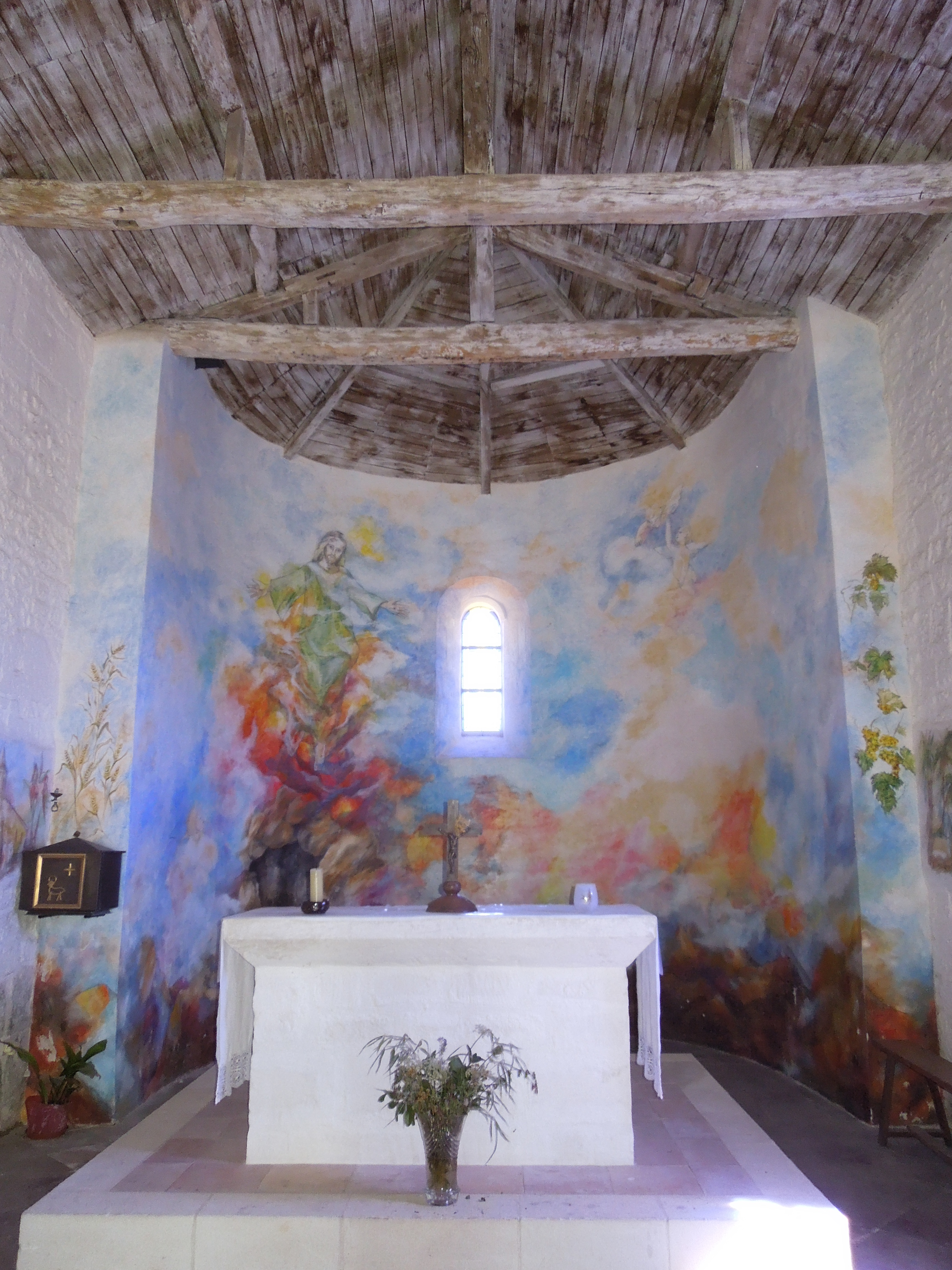
Altar und Apsis
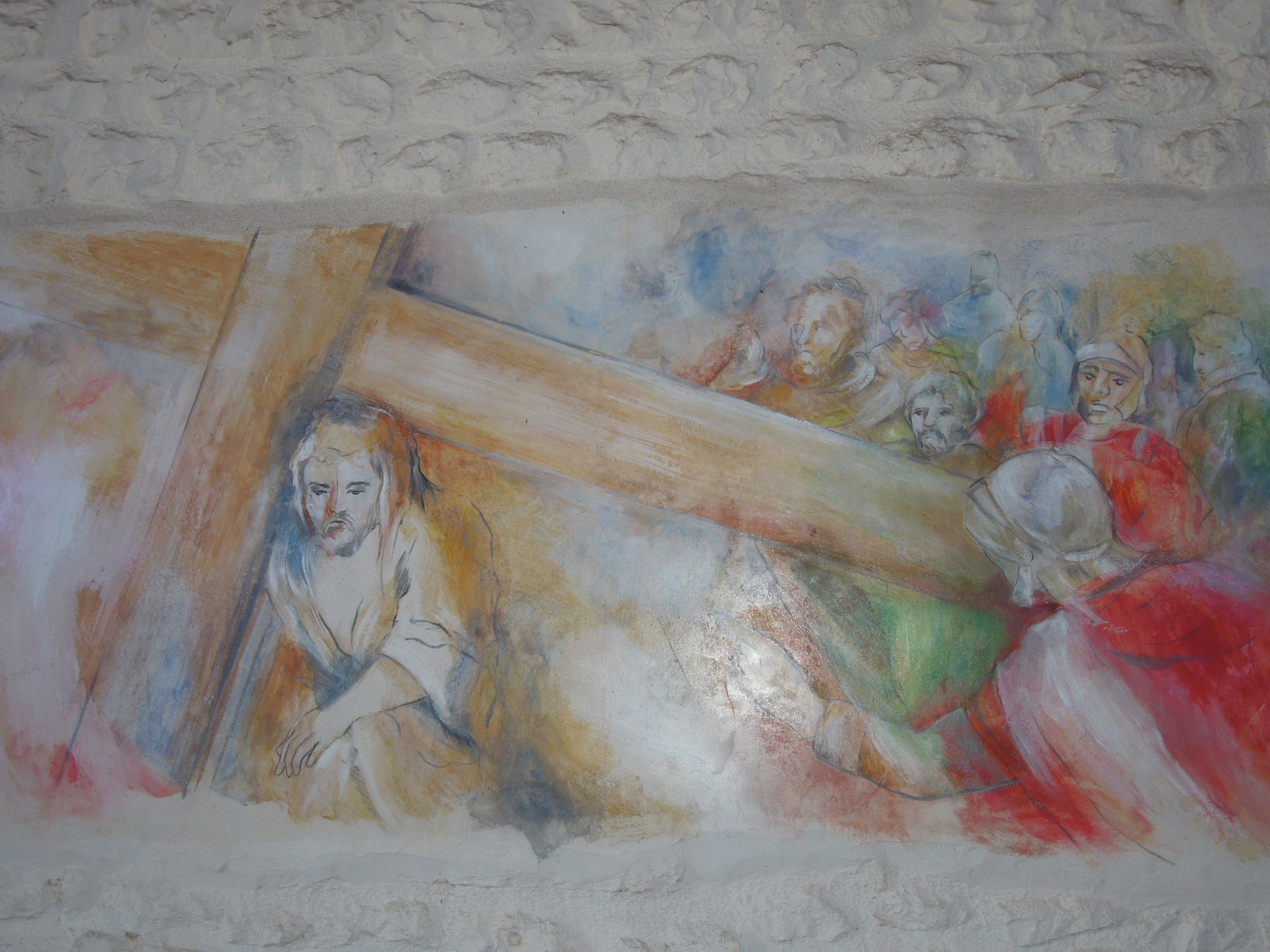
Fresken
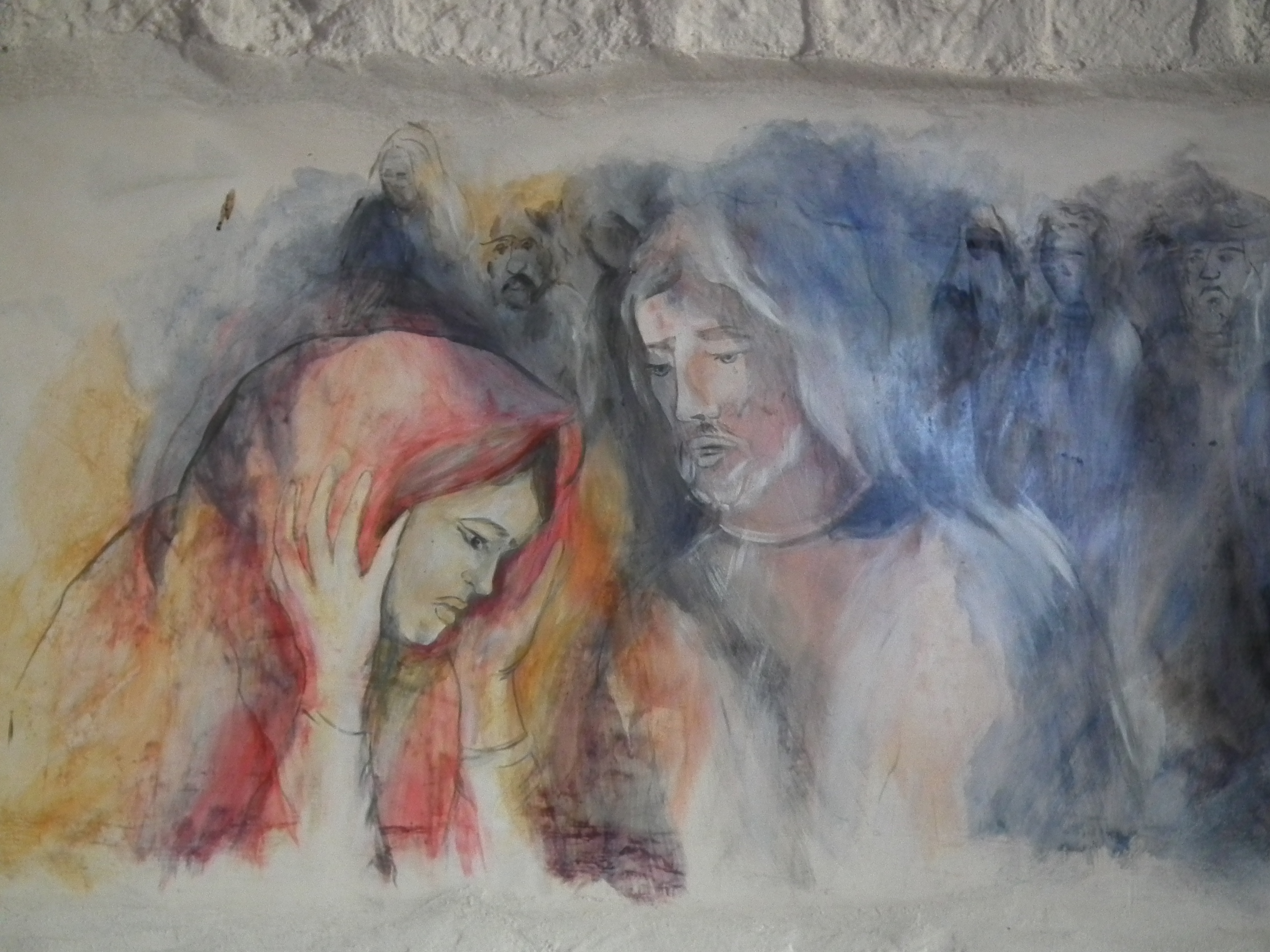
Fresken